# Томас Гойгінгер
Томас Гойгінгер (нім. Thomas Goiginger, нар. 15 березня 1993, Лінц) — австрійський футболіст, захисник клубу ЛАСК (Лінц) і національної збірної Австрії.

## Клубна кар'єра
Народився 15 березня 1993 року в місті Лінц. Вихованець юнацьких команд футбольних клубів «Кестендорф» і «Ойгендорф».
У дорослому футболі дебютував 2011 року виступами за команду клубу «Уніон Фекламарт» з однієї з австрійських регіональних ліг, в якій провів один сезон, взявши участь у 13 матчах чемпіонату. 
Своєю грою за цю команду привернув увагу представників тренерського штабу іншого клубу Регіоналліги «ТСВ Ноймаркт», до складу якого приєднався 2012 року. Відіграв за його команду наступні два сезони своєї ігрової кар'єри. Більшість часу, проведеного у складі У складі, був основним гравцем захисту команди.
2014 року уклав контракт з клубом австрійської Бундесліги «Гредіг», у складі якого провів наступні два роки своєї кар'єри гравця. 
З 2016 року один сезон захищав кольори команди клубу «Блау-Вайс» (Лінц), а вже за рік став гравцем іншої команди з Лінца — ЛАСК.

## Виступи за збірну
2019 року дебютував в офіційних матчах у складі національної збірної Австрії.